# Plagodis excisa
Plagodis excisa là một loài bướm đêm trong họ Geometridae.